# Kęstutis Daukšys
Kęstutis Daukšys (ur. 31 stycznia 1960 w Olicie) – litewski polityk, ekonomista, przedsiębiorca, minister gospodarki w latach 2005–2006, były poseł na Sejm Republiki Litewskiej.

## Życiorys
W 1983 ukończył studia ekonomiczne na Uniwersytecie Wileńskim. Przez dwa lata na tej uczelni pracował jako asystent w Katedrze Ekonomii Politycznej. Następnie był zatrudniony na stanowisko zastępcy kierownika działu planowania w biurze konstrukcyjno-projektowym. Pod koniec lat 80. służył w Armii Radzieckiej, po czym wrócił do swojego poprzedniego miejsca pracy na stanowisko starszego specjalisty w dziale handlu zagranicznego. Odbył następnie roczny kurs w zakresie promocji międzynarodowej w moskiewskim Instytucie Gospodarki Narodowej im. Plechanowa.
Od 1990 związany z działalnością biznesową, krótko był menedżerem ds. eksportu w spółce "Agro Lietuva". Następnie do 1995 pełnił funkcję dyrektora spółki "Balticum", a później do 1998 i ponownie krótko w 2004 grupy spółek "Balticum". W okresie 1998–2004 był dyrektorem generalnym i przewodniczącym rady nadzorczej spółki akcyjnej "Kilimai".
W 2004 z ramienia Partii Pracy uzyskał mandat posła na Sejm. Był zastępcą przewodniczącego frakcji parlamentarnej tego ugrupowania. Po rezygnacji w 2005 Viktora Uspaskicha z urzędu ministra gospodarki, na skutek uzgodnień koalicyjnych objął to stanowisko. Zajmował je do czasu wyjścia DP z koalicji w 2006. Od tego też roku pełnił funkcję przewodniczącego Partii Pracy w związku z dymisją Viktora Uspaskicha, który jednak w 2007 stanął ponownie na czele swojego ugrupowania. Jednocześnie kierował frakcją sejmową DP.
W wyborach parlamentarnych w 2008 Kęstutis Daukšys po raz drugi wszedł do Sejmu z listy krajowej DP. W 2012 uzyskał reelekcję na kolejną kadencję. W wyborach w 2016 nie wywalczył reelekcji. W marcu 2018 przystąpił do Litewskiej Socjaldemokratycznej Partii Pracy.